# Nicolás Servetto
Nicolás Servetto (Macachín, 27 marzo 1997) è un calciatore argentino, attaccante del Gimnasia (M) in prestito dall'Almagro.

## Carriera
Servetto è entrato a far parte del settore giovanile del Vélez Sarsfield nel 2010, ed ha debuttato in prima squadra il 10 aprile 2016 nell'incontro di Primera División vinto 3-32 contro il Rosario Central. Ha firmato il suo primo contratto professionistico il 9 maggio seguente. Nell'agosto del 2017 è passato in prestito per una stagione al Brown (A) in Primera B Nacional, e dal 2018 al 2019 ha giocato in Cile con Dep. Puerto Montt e Dep. Valdivia.
Nel gennaio del 2020 è rientrato in Argentina dove ha firmato con il Ferro (GP) nel Torneo Federal A. Dopo pochi mesi è passato in prestito all'Almagro che nel dicembre del 2021, dopo un'ottima stagione in cui ha segnato 13 gol in 32 presenze, lo ha acquistato a titolo definitivo.
Il 2 gennaio 2023 è passato in prestito con diritto di riscatto al Platense, facendo quindi ritorno in prima divisione a sei anni di distanza dall'ultima presenza. Ha esordito il 29 gennaio 2023 nell'incontro di Primera División pareggiato 2-2 contro il Newell's Old Boys ed una settimana più tardi è andato a segno nel successo esterno per 2-1 contro l'Independiente.
Tornato all'Almagro in seguito al mancato riscatto, il 24 gennaio 2024 è passato sempre in prestito all'Atl. Tucumán. Sei mesi più tardi il prestito è stato tuttavia interrotto e pochi giorni dopo è passato con la stessa formula all'Orense.

## Statistiche

### Presenze e reti nei club
Statistiche aggiornate al 1º agosto 2024.
| Stagione        | Squadra           | Campionato      | Campionato | Campionato | Coppe nazionali | Coppe nazionali | Coppe nazionali | Coppe continentali | Coppe continentali | Coppe continentali | Altre coppe | Altre coppe | Altre coppe | Totale | Totale | Totale |
| Stagione        | Squadra           | Comp            | Pres       | Reti       | Comp            | Pres            | Reti            | Comp               | Pres               | Reti               | Comp        | Pres        | Reti        | Pres   | Reti   |        |
| --------------- | ----------------- | --------------- | ---------- | ---------- | --------------- | --------------- | --------------- | ------------------ | ------------------ | ------------------ | ----------- | ----------- | ----------- | ------ | ------ | ------ |
| 2016            | Vélez Sarsfield   | PD              | 3          | 0          | CA              | 1               | 0               |                    | -                  | -                  |             | -           | -           | 4      | 0      |        |
| 2016-2017       | Vélez Sarsfield   | PD              | 1          | 0          | CA              | 0               | 0               |                    | -                  | -                  |             | -           | -           | 1      | 0      |        |
| 2017-2018       | Brown (A)         | PN              | 11         | 1          | CA              | 0               | 0               |                    | -                  | -                  |             | -           | -           | 11     | 1      |        |
| 2018            | Dep. Puerto Montt | 1B              | 13         | 5          | CC              | 0               | 0               |                    | -                  | -                  |             | -           | -           | 13     | 5      |        |
| 2019            | Dep. Puerto Montt | 1B              | 10         | 1          | CC              | 0               | 0               |                    | -                  | -                  |             | -           | -           | 10     | 1      |        |
| 2019            | Dep. Valdivia     | 1B              | 12         | 1          | CC              | 0               | 0               |                    | -                  | -                  |             | -           | -           | 12     | 1      |        |
| 2019-2020       | Ferro (GP)        | TFA             | 5          | 3          | CA              | 1               | 0               |                    | -                  | -                  |             | -           | -           | 6      | 3      |        |
| 2020            | Almagro           | PN              | 4          | 0          |                 | -               | -               |                    | -                  | -                  |             | -           | -           | 4      | 0      |        |
| 2021            | Almagro           | PN              | 32         | 13         |                 | -               | -               |                    | -                  | -                  |             | -           | -           | 32     | 13     |        |
| 2022            | Almagro           | PN              | 37         | 13         | CA              | 0               | 0               |                    | -                  | -                  |             | -           | -           | 37     | 13     |        |
| 2023            | Platense          | PD              | 27         | 6          | CA+CdL          | 1+10            | 0+1             |                    | -                  | -                  |             | -           | -           | 38     | 7      |        |
| 2024            | Atl. Tucumán      | PD              | 2          | 0          | CA+CdL          | 1+10            | 0               |                    | -                  | -                  |             | -           | -           | 13     | 0      |        |
| Totale carriera | Totale carriera   | Totale carriera | 4          | 0          |                 | 0               | 0               |                    | 1                  | 0                  |             | -           | -           | 5      | 0      |        |